# Hôpital Adélaïde-Hautval
L'hôpital Adélaïde-Hautval (anciennement hôpital Charles-Richet) est un hôpital de l'Assistance publique - hôpitaux de Paris (AP-HP) situé rue du Haut du Roy à Villiers-le-Bel (Val-d'Oise).
Il a été inauguré le 25 novembre 1965 , sous le nom d'Hôpital Charles Richet, du nom de Charles Richet, professeur à la faculté de médecine de Paris où il enseigna la physiologie et qui obtint en 1913 le prix Nobel de physiologie ou médecine.
Au début du XXIe siècle l'organisation de l'Assistance publique-Hôpitaux de Paris l'inscrit au groupe des « Hôpitaux Universitaires Paris Nord Val de Seine ».
Depuis le 13 mai 2015, l'hôpital est rebaptisé « Hôpital Adélaïde Hautval ».

## Changement de nom
Charles Richet est aussi l'auteur, en 1913, d'un livre intitulé La Sélection humaine dans lequel il prône avec une très grande froideur l'élimination des « races inférieures », des malades incurables, et des anormaux. Il a été de 1920 à 1926 le président de la Société française d'eugénique. La Sélection humaine est réédité en 1919, année de l'édition de son autre livre intitulé L'Homme stupide. Charles Richet commence ici par le rejet des « races inférieures », puis fait la description des « tares humaines », avant de terminer par sa solution qui consiste en l'application de ses thèses de La Sélection humaine.
En raison du racisme et de l'eugénisme affichés de Charles Richet, la question de renommer cet hôpital s'était régulièrement posée. Décembre 2014, une pétition pour demander que l'hôpital soit débaptisé fut lancée et en mars 2015, Martin Hirsch le directeur de l'Assistance publique - Hôpitaux de Paris et Jean-Louis Marsac, maire de Villiers-le-Bel annoncèrent dans un communiqué commun que l'hôpital et la rue où il se trouve seraient renommés.
Le 13 mai 2015, l'hôpital est officiellement rebaptisé par l'AP-HP Hôpital Adélaïde Hautval, du nom d'une médecin psychiatre française rescapée des camps de concentration nazis et reconnue Juste parmi les nations.